# Lista wróblowych Europy
Lista wróblowych Europy – lista, w której zebrane są ptaki należące do rzędu wróblowych i występujące w Europie lub regularnie się w niej pojawiające. Należą do nich tylko gatunki z podrzędu śpiewających i następujących rodzin:
1. chwastówkowate (Cisticolidae)
2. drozdowate (Turdidae)
3. dzierzby (Laniidae)
4. jaskółkowate (Hirundinidae)
5. jemiołuszki (Bombycillidae)
6. kacykowate (Icteridae) – zabłąkane ptaki z Ameryki Północnej
7. kowaliki (Sittidae)
8. krukowate (Corvidae)
9. lasówki (Parulidae) – zabłąkane ptaki z Ameryki Północnej
10. łuszczakowate (Fringillidae)
11. muchołówkowate (Muscicapidae)
12. mysikróliki (Regulidae)
13. pełzacze (Certhiidae)
14. pliszkowate (Motacillidae)
15. płochacze (Prunellidae)
16. pluszcze (Cinclidae)
17. pokrzewki (Sylviidae)
18. pomurniki (Tichodromidae)
19. poświerki (Calcariidae)
20. raniuszki (Aegithalidae)
21. remizy (Remizidae)
22. sikory (Paridae)
23. skotniczkowate (Scotocercidae)
24. skowronki (Alaudidae)
25. strzyżyki (Troglodytidae)
26. świerszczaki (Locustellidae)
27. świstunki (Phylloscopidae)
28. szpaki (Sturnidae)
29. trzciniaki (Acrocephalidae)
30. trznadle (Emberizidae)
31. wąsatki (Panuridae)
32. wilgi (Oriolidae)
33. wireonkowate (Vireonidae) – zabłąkane ptaki z Ameryki Północnej
34. wróble (Passeridae)

Występowanie w Polsce zostało następująco opisane:
- przeloty – pojawia się w Polsce w trakcie przelotów
- zimowanie – pojawia się w Polsce w zimie i tu też ją spędza
- lęgowy – pojawia się w Polsce tylko w okresie lęgowym
- cały rok – spotykany przez cały rok, osiadły
- sporadycznie – pojawia się w Polsce sporadycznie, zabłąkane osobniki
- introdukowany – gatunek normalnie nie występujący w Polsce, ale został tu wprowadzony
- czasami gniazduje – nie wyprowadza w Polsce lęgów co roku, ale czasami zdarza mu się to zrobić
- czasami przelatuje – nie pojawia się regularnie na przelotach, lecz czasami mu się to zdarza
- puste miejsce – nie pojawia się/pojawił się zaledwie kilka razy, ale nie zaliczony do polskiej awifauny
- trzy kreski – jest bardzo rzadkim gościem, ale jednak co jakiś czas pojawia się, w nawiasie wszelkie uwagi

Uwagi:
- uwagi w nawiasie lub po średniku informują o zwykłej porze pojawia się w Europie tego nieeuropejskiego gatunku
- jeżeli gatunek uciekł z niewoli i rozprzestrzenił się, zostało to zaznaczone, w ww. sposób

## Chwastówkowate
| Gatunek i nazwa naukowa         | Rodzina                       | Występowanie w Polsce | Status zagrożenia |
| ------------------------------- | ----------------------------- | --------------------- | ----------------- |
| chwastówka (Cisticola juncidis) | chwastówkowate (Cisticolidae) |                       | LC                |

## Drozdowate
| Gatunek i nazwa naukowa                | Rodzina               | Występowanie w Polsce    | Status zagrożenia |
| -------------------------------------- | --------------------- | ------------------------ | ----------------- |
| nagórnik (Monticola saxatilis)         | drozdowate (Turdidae) | lęgowy                   | LC                |
| modrak (Monticola solitarius)          | drozdowate (Turdidae) |                          | LC                |
| drozdek okularowy (Catharus ustulatus) | drozdowate (Turdidae) | ---; z Ameryki Północnej | LC                |
| drozdek szarolicy (Catharus minimus)   | drozdowate (Turdidae) | ---; z Ameryki Północnej | LC                |
| drozdek brunatny (Catharus fuscescens) | drozdowate (Turdidae) | ---; z Ameryki Północnej | LC                |
| drozdek samotny (Catharus guttatus)    | drozdowate (Turdidae) | ---; z Ameryki Północnej | LC                |
| drozdoń pstry (Zoothera dauma)         | drozdowate (Turdidae) | ---; z Syberii           | LC                |
| drozdaczek ciemny (Geokichla sibirica) | drozdowate (Turdidae) | ---; z Syberii           | LC                |
| drozd wędrowny (Turdus migratorius)    | drozdowate (Turdidae) | ---; z Ameryki Północnej | LC                |
| drozd rdzawogardły (Turdus ruficollis) | drozdowate (Turdidae) | sporadycznie             | LC                |
| drozd oliwkowy (Turdus obscurus)       | drozdowate (Turdidae) |                          | LC                |
| drozd obrożny (Turdus torquatus)       | drozdowate (Turdidae) | lęgowy                   | LC                |
| kos (Turdus merula)                    | drozdowate (Turdidae) | cały rok                 | LC                |
| kwiczoł (Turdus pilaris)               | drozdowate (Turdidae) | cały rok                 | LC                |
| śpiewak (Turdus philomelos)            | drozdowate (Turdidae) | lęgowy                   | LC                |
| droździk (Turdus iliacus)              | drozdowate (Turdidae) | lęgowy, przeloty         | LC                |
| paszkot (Turdus viscivorus)            | drozdowate (Turdidae) | lęgowy                   | LC                |

## Dzierzby
| Gatunek i nazwa naukowa                         | Rodzina             | Występowanie w Polsce | Status zagrożenia |
| ----------------------------------------------- | ------------------- | --------------------- | ----------------- |
| gąsiorek (Lanius isabellinus)                   | dzierzby (Laniidae) | lęgowy                | LC                |
| dzierzba czarnoczelna (Lanius minor)            | dzierzby (Laniidae) | lęgowy                | LC                |
| srokosz (Lanius excubitor)                      | dzierzby (Laniidae) | lęgowy                | LC                |
| dzierzba śródziemnomorska (Lanius meridionalis) | dzierzby (Laniidae) | sporadycznie          | VU                |
| dzierzba rudogłowa (Lanius senator)             | dzierzby (Laniidae) | lęgowy                | LC                |
| dzierzba białoczelna (Lanius nubicus)           | dzierzby (Laniidae) |                       | LC                |
| dzierzba pustynna (Lanius isabellinus)          | dzierzby (Laniidae) |                       | LC                |

## Jaskółkowate
| Gatunek i nazwa naukowa                  | Rodzina                     | Występowanie w Polsce | Status zagrożenia |
| ---------------------------------------- | --------------------------- | --------------------- | ----------------- |
| brzegówka (Riparia riparia)              | jaskółkowate (Hirundinidae) | lęgowy                | LC                |
| jaskółka skalna (Ptyonoprogne rupestris) | jaskółkowate (Hirundinidae) |                       | LC                |
| jaskółka rudawa (Hirundo daurica)        | jaskółkowate (Hirundinidae) |                       | LC                |
| dymówka (Hirundo rustica)                | jaskółkowate (Hirundinidae) | lęgowy                | LC                |
| oknówka (Delichon urbica)                | jaskółkowate (Hirundinidae) | lęgowy                | LC                |

## Jemiołuszki
| Gatunek i nazwa naukowa           | Rodzina                     | Występowanie w Polsce | Status zagrożenia |
| --------------------------------- | --------------------------- | --------------------- | ----------------- |
| jemiołuszka (Bombycilla garrulus) | jemiołuszki (Bombycillidae) | zimowanie             | LC                |

## Kowaliki
| Gatunek i nazwa naukowa                | Rodzina             | Występowanie w Polsce | Status zagrożenia |
| -------------------------------------- | ------------------- | --------------------- | ----------------- |
| kowalik korsykański (Sitta whiteheadi) | kowaliki (Sittidae) |                       | LC                |
| kowalik skalny (Sitta neumayer)        | kowaliki (Sittidae) |                       | LC                |
| kowalik turecki (Sitta krueperi)       | kowaliki (Sittidae) |                       | NT                |
| kowalik zwyczajny (Sitta europaea)     | kowaliki (Sittidae) | cały rok              | LC                |

## Krukowate
| Gatunek i nazwa naukowa                 | Rodzina              | Występowanie w Polsce | Status zagrożenia |
| --------------------------------------- | -------------------- | --------------------- | ----------------- |
| sójka (Garrulus glandarius)             | krukowate (Corvidae) | cały rok              | LC                |
| sójka syberyjska (Perisoreus infaustus) | krukowate (Corvidae) | sporadycznie          | LC                |
| sroka błękitna (Cyanopica cyanus)       | krukowate (Corvidae) |                       | LC                |
| sroka zwyczajna (Pica pica)             | krukowate (Corvidae) | cały rok              | LC                |
| orzechówka (Nucifraga caryocatactes)    | krukowate (Corvidae) | cały rok              | LC                |
| wrończyk (Pyrrhocorax pyrrhocorax)      | krukowate (Corvidae) |                       | LC                |
| wieszczek (Pyrrhocorax graculus)        | krukowate (Corvidae) | sporadycznie          | LC                |
| kawka (Corvus monedula)                 | krukowate (Corvidae) | cały rok              | LC                |
| gawron (Corvus frugilegus)              | krukowate (Corvidae) | cały rok              | LC                |
| wrona siwa (Corvus cornix)              | krukowate (Corvidae) |                       | brak              |
| czarnowron (Corvus corone)              | krukowate (Corvidae) | cały rok              | LC                |
| kruk (Corvus corax)                     | krukowate (Corvidae) | cały rok              | LC                |

## Łuszczakowate
| Gatunek i nazwa naukowa                    | Rodzina                      | Występowanie w Polsce       | Status zagrożenia |
| ------------------------------------------ | ---------------------------- | --------------------------- | ----------------- |
| zięba (Fringilla coelebs)                  | łuszczakowate (Fringillidae) | lęgowy                      | LC                |
| jer (Fringilla montifringilla)             | łuszczakowate (Fringillidae) | przeloty, zimowanie         | LC                |
| kulczyk (Serinus serinus)                  | łuszczakowate (Fringillidae) | lęgowy                      | LC                |
| osetnik (Serinus citrinella)               | łuszczakowate (Fringillidae) |                             | LC                |
| dzwoniec (Carduelis chloris)               | łuszczakowate (Fringillidae) | cały rok                    | LC                |
| szczygieł (Carduelis carduelis)            | łuszczakowate (Fringillidae) | cały rok                    | LC                |
| czyż (Carduelis spinus)                    | łuszczakowate (Fringillidae) | lęgowy, zimowanie           | LC                |
| makolągwa (Carduelis cannabina)            | łuszczakowate (Fringillidae) | cały rok                    | LC                |
| czeczotka (Carduelis flammea)              | łuszczakowate (Fringillidae) | lęgowy, zimowanie, przeloty | LC                |
| czeczotka tundrowa (Carduelis hornemanni)  | łuszczakowate (Fringillidae) | sporadycznie                | LC                |
| rzepołuch (Carduelis flavirostris)         | łuszczakowate (Fringillidae) | przeloty, zimowanie         | LC                |
| krzyżodziób modrzewiowy (Loxia leucoptera) | łuszczakowate (Fringillidae) | sporadycznie                | LC                |
| krzyżodziób sosnowy (Loxia pytyopsittacus) | łuszczakowate (Fringillidae) | sporadycznie                | LC                |
| krzyżodziób szkocki (Loxia scotica)        | łuszczakowate (Fringillidae) |                             | LC                |
| gilak pustynny (Bucanetes githagineus)     | łuszczakowate (Fringillidae) |                             | LC                |
| dziwonia (Carpodacus erythrinus)           | łuszczakowate (Fringillidae) | lęgowy                      | LC                |
| łuskowiec (Pinicola enucleator)            | łuszczakowate (Fringillidae) | sporadycznie                | LC                |
| grubodziób (Coccothraustes coccothraustes) | łuszczakowate (Fringillidae) | cały rok                    | LC                |
| gil (Pyrrhula pyrrhula)                    | łuszczakowate (Fringillidae) | lęgowy, zimowanie           | LC                |
| poświerka (Calcarius lapponicus)           | łuszczakowate (Fringillidae) | przeloty, zimowanie         | LC                |
| śnieguła zwyczajna (Plectrophenax nivalis) | łuszczakowate (Fringillidae) | przeloty, zimowanie         | LC                |

## Muchołówkowate
| Gatunek i nazwa naukowa                     | Rodzina                       | Występowanie w Polsce | Status zagrożenia |
| ------------------------------------------- | ----------------------------- | --------------------- | ----------------- |
| drozdówka rdzawa (Cercotrichas galactotes)  | muchołówkowate (Muscicapidae) |                       | LC                |
| rudzik zwyczajny (Erithacus rubecula)       | muchołówkowate (Muscicapidae) | cały rok              | LC                |
| słowiczek rubinowy (Calliope calliope)      | muchołówkowate (Muscicapidae) |                       | LC                |
| słowik szary (Luscinia luscinia)            | muchołówkowate (Muscicapidae) | lęgowy                | LC                |
| słowik rdzawy (Luscinia megarhynchos)       | muchołówkowate (Muscicapidae) | lęgowy                | LC                |
| podróżniczek (Luscinia svecica)             | muchołówkowate (Muscicapidae) | lęgowy                | LC                |
| modraczek (Tarsiger cyanurus)               | muchołówkowate (Muscicapidae) |                       | LC                |
| kopciuszek zwyczajny (Phoenicurus ochruros) | muchołówkowate (Muscicapidae) | lęgowy                | LC                |
| pleszka zwyczajna (Phoenicurus phoenicurus) | muchołówkowate (Muscicapidae) | lęgowy                | LC                |
| pokląskwa (Saxicola rubetra)                | muchołówkowate (Muscicapidae) | lęgowy                | LC                |
| kląskawka zwyczajna (Saxicola torquata)     | muchołówkowate (Muscicapidae) | lęgowy                | LC                |
| kląskawka syberyjska (Saxicola maura)       | muchołówkowate (Muscicapidae) |                       | LC                |
| białorzytka płowa (Oenanthe isabellina)     | muchołówkowate (Muscicapidae) |                       | LC                |
| białorzytka zwyczajna (Oenanthe oenanthe)   | muchołówkowate (Muscicapidae) | lęgowy                | LC                |
| białorzytka pustynna (Oenanthe deserti)     | muchołówkowate (Muscicapidae) |                       | LC                |
| białorzytka rdzawa (Oenanthe hispanica)     | muchołówkowate (Muscicapidae) |                       | LC                |
| białorzytka żałobna (Oenanthe leucura)      | muchołówkowate (Muscicapidae) |                       | LC                |
| białorzytka cypryjska (Oenanthe cypriaca)   | muchołówkowate (Muscicapidae) |                       | LC                |
| białorzytka pstra (Oenanthe pleschanka)     | muchołówkowate (Muscicapidae) |                       | LC                |

## Mysikróliki
| Gatunek i nazwa naukowa        | Rodzina                 | Występowanie w Polsce | Status zagrożenia |
| ------------------------------ | ----------------------- | --------------------- | ----------------- |
| mysikrólik (Regulus regulus)   | mysikróliki (Regulidae) | cały rok              | LC                |
| zniczek (Regulus ignicapillus) | mysikróliki (Regulidae) | lęgowy                | LC                |

## Pełzacze
| Gatunek i nazwa naukowa                  | Rodzina               | Występowanie w Polsce | Status zagrożenia |
| ---------------------------------------- | --------------------- | --------------------- | ----------------- |
| pełzacz leśny (Certhia familiaris)       | pełzacze (Certhiidae) | cały rok              | LC                |
| pełzacz ogrodowy (Certhia brachydactyla) | pełzacze (Certhiidae) | cały rok              | LC                |

## Pliszkowate
| Gatunek i nazwa naukowa                   | Rodzina                    | Występowanie w Polsce | Status zagrożenia |
| ----------------------------------------- | -------------------------- | --------------------- | ----------------- |
| świergotek polny (Anthus campestris)      | pliszkowate (Motacillidae) | lęgowy                | LC                |
| świergotek drzewny (Anthus trivialis)     | pliszkowate (Motacillidae) |                       | LC                |
| świergotek łąkowy (Anthus pratensis)      | pliszkowate (Motacillidae) | lęgowy                | LC                |
| świergotek szponiasty (Anthus richardi)   | pliszkowate (Motacillidae) | sporadycznie          | LC                |
| świergotek tajgowy (Anthus hodgsoni)      | pliszkowate (Motacillidae) | sporadycznie          | LC                |
| świergotek rdzawogardły (Anthus cervinus) | pliszkowate (Motacillidae) | przeloty              | LC                |
| świergotek nadmorski (Anthus petrosus)    | pliszkowate (Motacillidae) |                       | LC                |
| siwerniak (Anthus spinoletta)             | pliszkowate (Motacillidae) | lęgowy, przeloty      | LC                |
| świergotek bagienny (Anthus rubescens)    | pliszkowate (Motacillidae) |                       | LC                |
| pliszka żółta (Motacilla flava)           | pliszkowate (Motacillidae) | lęgowy                | LC                |
| pliszka cytrynowa (Motacilla citreola)    | pliszkowate (Motacillidae) | sporadycznie          | LC                |
| pliszka górska (Motacilla cinerea)        | pliszkowate (Motacillidae) | lęgowy                | LC                |
| pliszka siwa (Motacilla alba)             | pliszkowate (Motacillidae) | lęgowy                | LC                |

## Pluszcze
| Gatunek i nazwa naukowa   | Rodzina              | Występowanie w Polsce | Status zagrożenia |
| ------------------------- | -------------------- | --------------------- | ----------------- |
| pluszcz (Cinclus cinclus) | pluszcze (Cinclidae) | cały rok              | LC                |

## Płochacze
| Gatunek i nazwa naukowa            | Rodzina                 | Występowanie w Polsce | Status zagrożenia |
| ---------------------------------- | ----------------------- | --------------------- | ----------------- |
| pokrzywnica (Prunella modularis)   | płochacze (Prunellidae) | lęgowy                | LC                |
| płochacz halny (Prunella collaris) | płochacze (Prunellidae) | cały rok              | LC                |

## Pokrzewki
| Gatunek i nazwa naukowa                    | Rodzina               | Występowanie w Polsce | Status zagrożenia |
| ------------------------------------------ | --------------------- | --------------------- | ----------------- |
| pokrzewka kasztanowata (Sylvia undata)     | pokrzewki (Sylviidae) |                       | LC                |
| pokrzewka czarniawa (Sylvia sarda)         | pokrzewki (Sylviidae) |                       | LC                |
| pokrzewka okularowa (Sylvia conspicillata) | pokrzewki (Sylviidae) |                       | LC                |
| pokrzewka wąsata (Sylvia cantillans)       | pokrzewki (Sylviidae) |                       | LC                |
| pokrzewka aksamitna (Sylvia melanocephala) | pokrzewki (Sylviidae) |                       | LC                |
| pokrzewka pustynna (Sylvia nana)           | pokrzewki (Sylviidae) |                       | LC                |
| pokrzewka cypryjska (Sylvia melanothorax)  | pokrzewki (Sylviidae) |                       | LC                |
| pokrzewka czarnogardła (Sylvia rueppelli)  | pokrzewki (Sylviidae) |                       | LC                |
| jarzębatka (Sylvia nisoria)                | pokrzewki (Sylviidae) | lęgowy                | LC                |
| lutniczka (Sylvia hortensis)               | pokrzewki (Sylviidae) |                       | LC                |
| piegża zwyczajna (Sylvia curruca)          | pokrzewki (Sylviidae) | lęgowy                | LC                |
| cierniówka (Sylvia communis)               | pokrzewki (Sylviidae) |                       | LC                |
| gajówka (Sylvia borin)                     | pokrzewki (Sylviidae) | lęgowy                | LC                |
| kapturka (Sylvia atricapilla)              | pokrzewki (Sylviidae) | lęgowy                | LC                |

## Pomurniki
| Gatunek i nazwa naukowa       | Rodzina                   | Występowanie w Polsce | Status zagrożenia |
| ----------------------------- | ------------------------- | --------------------- | ----------------- |
| pomurnik (Tichodroma muraria) | pomurniki (Tichodromidae) | cały rok              | LC                |

## Poświerki
| Gatunek i nazwa naukowa          | Rodzina                 | Występowanie w Polsce | Status zagrożenia |
| -------------------------------- | ----------------------- | --------------------- | ----------------- |
| poświerka (Calcarius lapponicus) | poświerki (Calcariidae) | przeloty, zimowanie   | LC                |
| śnieguła (Plectrophenax nivalis) | poświerki (Calcariidae) | przeloty, zimowanie   | LC                |

## Raniuszki
| Gatunek i nazwa naukowa         | Rodzina                  | Występowanie w Polsce | Status zagrożenia |
| ------------------------------- | ------------------------ | --------------------- | ----------------- |
| raniuszek (Aegithalos caudatus) | raniuszki (Aegithalidae) | cały rok              | LC                |

## Remizy
| Gatunek i nazwa naukowa  | Rodzina            | Występowanie w Polsce | Status zagrożenia |
| ------------------------ | ------------------ | --------------------- | ----------------- |
| remiz (Remiz pendulinus) | remizy (Remizidae) | lęgowy                | LC                |

## Sikory
| Gatunek i nazwa naukowa                | Rodzina          | Występowanie w Polsce | Status zagrożenia |
| -------------------------------------- | ---------------- | --------------------- | ----------------- |
| sikora żałobna (Parus lugubris)        | sikory (Paridae) |                       | LC                |
| sikora północna (Parus cinctus)        | sikory (Paridae) |                       | LC                |
| sikora uboga (Parus palustris)         | sikory (Paridae) | cały rok              | LC                |
| czarnogłówka (Parus montanus)          | sikory (Paridae) | cały rok              | LC                |
| czubatka europejska (Parus cristatus ) | sikory (Paridae) | cały rok              | LC                |
| sikora modra (Parus caeruleus)         | sikory (Paridae) | cały rok              | LC                |
| sikora lazurowa (Parus cyanus)         | sikory (Paridae) | sporadycznie          | LC                |
| sosnówka (Parus ater)                  | sikory (Paridae) | cały rok              | LC                |
| bogatka (Parus major)                  | sikory (Paridae) | cały rok              | LC                |

## Skotniczkowate
| Gatunek i nazwa naukowa   | Rodzina                        | Występowanie w Polsce | Status zagrożenia |
| ------------------------- | ------------------------------ | --------------------- | ----------------- |
| wierzbówka (Cettia cetti) | skotniczkowate (Scotocercidae) |                       | LC                |

## Skowronki
| Gatunek i nazwa naukowa                               | Rodzina               | Występowanie w Polsce | Status zagrożenia |
| ----------------------------------------------------- | --------------------- | --------------------- | ----------------- |
| skowronek zwyczajny (Alauda arvensis)                 | skowronki (Alaudidae) | lęgowy                | LC                |
| lerka (Lullula arborea)                               | skowronki (Alaudidae) | lęgowy                | LC                |
| skowrończyk sierpodzioby (Chersophilus duponti)       | skowronki (Alaudidae) |                       | NT                |
| kalandra szara (Melanocorypha calandra)               | skowronki (Alaudidae) | sporadycznie          | LC                |
| skowrończyk krótkopalcowy (Calandrella brachydactyla) | skowronki (Alaudidae) |                       | LC                |
| skowrończyk mały (Calandrella rufescens)              | skowronki (Alaudidae) |                       | LC                |
| dzierlatka (Galerida cristata)                        | skowronki (Alaudidae) | lęgowy                | LC                |
| dzierlatka iberyjska (Galerida theklae)               | skowronki (Alaudidae) |                       | LC                |
| górniczek (Eremophila alpestris)                      | skowronki (Alaudidae) | przeloty, zimowanie   | LC                |

## Strzyżyki
| Gatunek i nazwa naukowa                      | Rodzina                   | Występowanie w Polsce | Status zagrożenia |
| -------------------------------------------- | ------------------------- | --------------------- | ----------------- |
| strzyżyk zwyczajny (Troglodytes troglodytes) | strzyżyki (Troglodytidae) | cały rok              | LC                |

## Szpakowate
| Gatunek i nazwa naukowa              | Rodzina                | Występowanie w Polsce | Status zagrożenia |
| ------------------------------------ | ---------------------- | --------------------- | ----------------- |
| szpak zwyczajny (Sturnus vulgaris)   | szpakowate (Sturnidae) | lęgowy                | LC                |
| szpak jednobarwny (Sturnus unicolor) | szpakowate (Sturnidae) |                       | LC                |
| pasterz (Sturnus roseus)             | szpakowate (Sturnidae) | sporadycznie          | LC                |

## Świerszczaki
| Gatunek i nazwa naukowa                | Rodzina                      | Występowanie w Polsce | Status zagrożenia |
| -------------------------------------- | ---------------------------- | --------------------- | ----------------- |
| świerszczak (Locustella naevia)        | świerszczaki (Locustellidae) | lęgowy                | LC                |
| strumieniówka (Locustella fluviatilis) | świerszczaki (Locustellidae) | lęgowy                | LC                |
| brzęczka (Locustella luscinioides)     | świerszczaki (Locustellidae) | lęgowy                | LC                |

## Świstunki
| Gatunek i nazwa naukowa                        | Rodzina                    | Występowanie w Polsce      | Status zagrożenia |
| ---------------------------------------------- | -------------------------- | -------------------------- | ----------------- |
| świstunka północna (Phylloscopus borealis)     | świstunki (Phylloscopidae) |                            | LC                |
| wójcik (Phylloscopus trochiloides)             | świstunki (Phylloscopidae) | lęgowy                     | LC                |
| świstunka leśna (Phylloscopus sibilatrix)      | świstunki (Phylloscopidae) | lęgowy                     | LC                |
| świstunka górska (Phylloscopus bonelli)        | świstunki (Phylloscopidae) | sporadycznie, możliwe lęgi | LC                |
| pierwiosnek zwyczajny (Phylloscopus collybita) | świstunki (Phylloscopidae) | lęgowy                     | LC                |
| świstunka grubodzioba (Phylloscopus schwarzi)  | świstunki (Phylloscopidae) |                            | LC                |
| świstunka brunatna (Phylloscopus fuscatus)     | świstunki (Phylloscopidae) | sporadycznie               | LC                |
| piecuszek (Phylloscopus trochilus)             | świstunki (Phylloscopidae) | lęgowy                     | LC                |
| świstunka złotawa (Phylloscopus proregulus)    | świstunki (Phylloscopidae) | sporadycznie               | LC                |
| świstunka żółtawa (Phylloscopus inornatus)     | świstunki (Phylloscopidae) | lęgowy                     | LC                |

## Trzciniaki
| Gatunek i nazwa naukowa                          | Rodzina                     | Występowanie w Polsce | Status zagrożenia |
| ------------------------------------------------ | --------------------------- | --------------------- | ----------------- |
| tamaryszka (Acrocephalus melanopogon)            | trzciniaki (Acrocephalidae) | sporadycznie          | LC                |
| wodniczka (Acrocephalus paludicola)              | trzciniaki (Acrocephalidae) | lęgowy                | VU                |
| rokitniczka (Acrocephalus schoenobaenus)         | trzciniaki (Acrocephalidae) | lęgowy                | LC                |
| trzcinniczek kaspijski (Acrocephalus agricola)   | trzciniaki (Acrocephalidae) |                       | LC                |
| trzcinniczek zwyczajny (Acrocephalus scirpaceus) | trzciniaki (Acrocephalidae) | lęgowy                | LC                |
| zaroślówka (Acrocephalus dumetorum)              | trzciniaki (Acrocephalidae) | sporadycznie          | LC                |
| trzciniak zwyczajny (Acrocephalus arundinaceus)  | trzciniaki (Acrocephalidae) | lęgowy                | LC                |
| łozówka (Acrocephalus palustris)                 | trzciniaki (Acrocephalidae) | lęgowy                | LC                |
| zaganiacz blady (Hippolais pallida)              | trzciniaki (Acrocephalidae) |                       | LC                |
| zaganiacz mały (Hippolais caligata)              | trzciniaki (Acrocephalidae) |                       | LC                |
| zaganiacz oliwny (Hippolais olivetorum)          | trzciniaki (Acrocephalidae) |                       | LC                |
| zaganiacz zwyczajny (Hippolais icterina)         | trzciniaki (Acrocephalidae) | lęgowy                | LC                |
| zaganiacz szczebiotliwy (Hippolais polyglotta)   | trzciniaki (Acrocephalidae) |                       | LC                |

## Trznadle
| Gatunek i nazwa naukowa                       | Rodzina                | Występowanie w Polsce | Status zagrożenia |
| --------------------------------------------- | ---------------------- | --------------------- | ----------------- |
| trznadel zwyczajny (Emberiza citrinella)      | trznadle (Emberizidae) | lęgowy                | LC                |
| cierlik (Emberiza cirlus)                     | trznadle (Emberizidae) | sporadycznie          | LC                |
| trznadel modrogłowy (Emberiza caesia)         | trznadle (Emberizidae) |                       | LC                |
| trznadel czubaty (Emberiza rustica)           | trznadle (Emberizidae) | sporadycznie          | LC                |
| trznadelek (Emberiza pusilla)                 | trznadle (Emberizidae) | sporadycznie          | LC                |
| trznadel złotawy (Emberiza aureola)           | trznadle (Emberizidae) | sporadycznie          | VU                |
| głuszek (Emberiza cia)                        | trznadle (Emberizidae) | sporadycznie          | LC                |
| ortolan (Emberiza hortulana)                  | trznadle (Emberizidae) | lęgowy                | LC                |
| potrzos zwyczajny (Emberiza schoeniclus)      | trznadle (Emberizidae) | lęgowy                | LC                |
| trznadel czarnogłowy (Emberiza melanocephala) | trznadle (Emberizidae) |                       | LC                |
| potrzeszcz (Miliaria calandra)                | trznadle (Emberizidae) | lęgowy                | LC                |

## Wąsatki
| Gatunek i nazwa naukowa     | Rodzina             | Występowanie w Polsce | Status zagrożenia |
| --------------------------- | ------------------- | --------------------- | ----------------- |
| wąsatka (Panurus biarmicus) | wąsatki (Panuridae) | lęgowy                | LC                |

## Wilgi
| Gatunek i nazwa naukowa | Rodzina           | Występowanie w Polsce | Status zagrożenia |
| ----------------------- | ----------------- | --------------------- | ----------------- |
| wilga (Oriolus oriolus) | wilgi (Oriolidae) | lęgowy                | LC                |

## Wróble
| Gatunek i nazwa naukowa                         | Rodzina             | Występowanie w Polsce | Status zagrożenia |
| ----------------------------------------------- | ------------------- | --------------------- | ----------------- |
| wróbel zwyczajny (Passer domesticus)            | wróble (Passeridae) | cały rok              | LC                |
| wróbel śródziemnomorski (Passer hispaniolensis) | wróble (Passeridae) |                       | LC                |
| mazurek (Passer montanus)                       | wróble (Passeridae) | cały rok              | LC                |
| wróbel skalny (Petronia petronia)               | wróble (Passeridae) | sporadycznie (?)      | LC                |
| śnieżka zwyczajna (Montifringilla nivalis)      | wróble (Passeridae) | sporadycznie          | LC                |

## Zabłąkane ptaki
Co jesień na wybrzeżach Europy pojawiają się zabłąkane w czasie wędrówek lub zmiecione przez wiatr pojedyncze ptaki. Należą zwykle do rodziny wireonkowatych, lasówek, kacykowatych, trznadli lub tanagrowatych. Zazwyczaj są to osobniki młode, ale czasami zdarza się, że na wiosnę pojawiają się także dorosłe. Są to:
- wireonek czerwonooki, Vireo olivaceus
- lasówka pstra, Dendroica coronata
- lasówka szkarłatna, Setophaga ruticilla
- lasówka czarnogłowa, Dendroica striata
- cytrynka czarnolica, Geothlypis trichas
- piranga szkarłatna, Piranga olivacea
- lasówka obrożna, Parula americana
- kacyk północny, Icterus galbula
- łuszcz strojny, Pheucticus ludovicianus
- szarobrewka śpiewna, Melospiza melodia
- pstroszka, Mniotilta varia
- lasówka nadwodna, Seiurus noveboracensis
- ryżojad, Dolichonyx oryzivorus
- junko zwyczajny, Junco hyemalis